# Монтгомери, Филипп
Филипп де Монтгомери (фр. Philip de Montgomery; умер в 1097/1098) — англо-нормандский аристократ, один из сыновей Роже (Роджера) де Монтгомери, 1-го графа Шрусбери, и Мабель де Беллем. Судя по всему, принимал участие в восстании Роберта Куртгёза в 1088 году. Позже сопровождал его в Первом крестовом походе, во время которого и умер в Антиохии.

## Происхождение
Филипп происходил из нормандского рода Монтгомери, название которого происходит от населённых пунктов Сен-Жермен-де-Монгомери и Сент-Фуа-де-Монгомери в области между Каном и Руаном, недалеко от Троарна в современном французском департаменте Кальвадос. В этом районе было интенсивное нормандское заселение; в хартии, данной аббатству Троарн в 1080 году, Роджер (II) де Монтгомери, отец Филиппа, назвал себя «норманном из норманнов». Первым достоверно известным представителем рода является дед Филиппа, Роджер (I) де Монтгомери (умер до 1048), сеньор де Монтгомери и виконт Иемуа, владевший землями низовьях реки Див ещё во время правления герцога Роберта Дьявола (1027—1035 годы). В настоящий момент установлено, что отцом этого Роджера был некий Гуго де Монтгомери, о котором известно только то, что в 990-х — 1000-х годах он женился на Джосселине, дочери Веви, одной из сестёр герцогини Гунноры, второй жены Ричарда I. Роджер (I) был с 1035 года ведущим членом администрации юного герцога Вильгельма Завоевателя. Его сын, Роджер (II), унаследовал положение отца. Кроме того, он женился на Мабель де Беллем, единственной дочери Гильома II Талваса, сеньора Беллема и Алансона, благодаря чему унаследовал все владения Беллемов. Во время нормандского завоевания Англии Роджер оставался в Нормандии, помогая герцогине Матильде управлять герцогством. Позже он получил обширные владения в завоёванном королевстве и титул графа Шрусбери, а став одним из двух нормандских виконтов, получившим графский титул.
Согласно Ордерику Виталию, в браке Роджера и Мабель родилось 5 сыновей (Роберт, Гуго, Роджер (Роже) Пуатевинец, Филипп и Арнульф) и 4 дочери (Эмма, Матильда, Мабель и Сибилла). Однако известно, что был ещё один брат — Роджер Малый, старший из сыновей Роджера (II), который, скорее всего, умер ребёнком. Мать Филиппа, Мабель, в декабре 1077 года была убита в собственном замке четырьмя вассалами. Вскоре после этого Роджер женился вторично — на Аделаис де Пюизе, в этом браке родился сын Эбрар.

## Биография
Филипп был пятым по старшинству (и четвёртым выжившим) сыном Роджера де Монтгомери и Мабель де Беллем. Год его рождения неизвестен. Своё имя он, предположительно, получил в честь французского короля Филиппа I. Ордерик Виталий называет его «клериком» и «грамматиком», однако как минимум в первые годы жизни Филипп предназначался для светской карьеры. Впервые он упоминается в хартии, датированной 1079/1082 годом вместе с отцом и четырьмя братьями, в которой сообщается о дарении аббатству Святого Мартина в Троарне для поминания Мабели де Беллем. Кроме того, сохранилась хартия, в которой Филипп описывается как владелец острова в Нормандии.
Возможно, что в 1088 году Филипп поддержал восстание герцога Нормандии Роберта Куртгёза, в результате чего, как сообщает Иоанн Вустерский, был заключён в тюрьму. Позже он сопровождал Роберта Куртгёза в Первый крестовый поход, во время которого умер в 1097 или 1098 году в Антиохии. Он был единственным из сыновей Роджера де Монтгомери, который умер, находясь на службе у Куртгёза.

## Брак и дети
Неизвестно, был ли Филипп женат, однако он оставил одну дочь:
- Матильда де Монтгомери, аббатиса Альменеша[англ.] с 1113 года, сменила на этом посту свою тётю Эмму де Монтгомери[4][3].